# 安德烈亚斯·卡尔施塔特
安德烈亚斯·鲁道夫·博登斯坦·冯·卡尔施塔特（德語：Andreas Rudolph Bodenstein von Karlstadt；1486年—1541年12月24日），简称为安德烈亚斯·卡尔施塔特（Andreas Karlstadt或Andreas Carlstadt Karolostadt），也称为Andreas Bodenstein 。是德国新教神学家，维滕贝格大学校长。他与馬丁·路德同时代，是德国早期宗教改革者。
卡尔施塔特是馬丁·路德的亲密伙伴，也是最早的新教改革者之一。在路德隐居在弗雷德里克三世的领地之后，卡尔施塔特和托马斯·闵采尔在维滕贝格发起了第一次反偶像运动，并宣扬了许多与再洗礼派的神学思想相似的宗教改革理念。但卡尔施塔特和闵采尔从未将自己视为再洗礼派。虽然卡尔施塔特与路德的关系十分亲密，但他很大程度上还是因为自己的理想而成为一名宗教改革者的。在与路德发生冲突后，他逐渐转向歸正宗阵营，而后又成为一名激进的改革者，最后又再次回归歸正宗。
他在神圣罗马帝国境内游历四方，在晚年的时候与瑞士的海因里希·布林格结成盟友并在巴塞尔工作，最后在巴塞尔去世。尽管卡尔施塔特在去世时更接近加爾文主義，但在他一生的大部分时间里，他对许多神学问题保持着自己独特的理解。

## 宗教改革

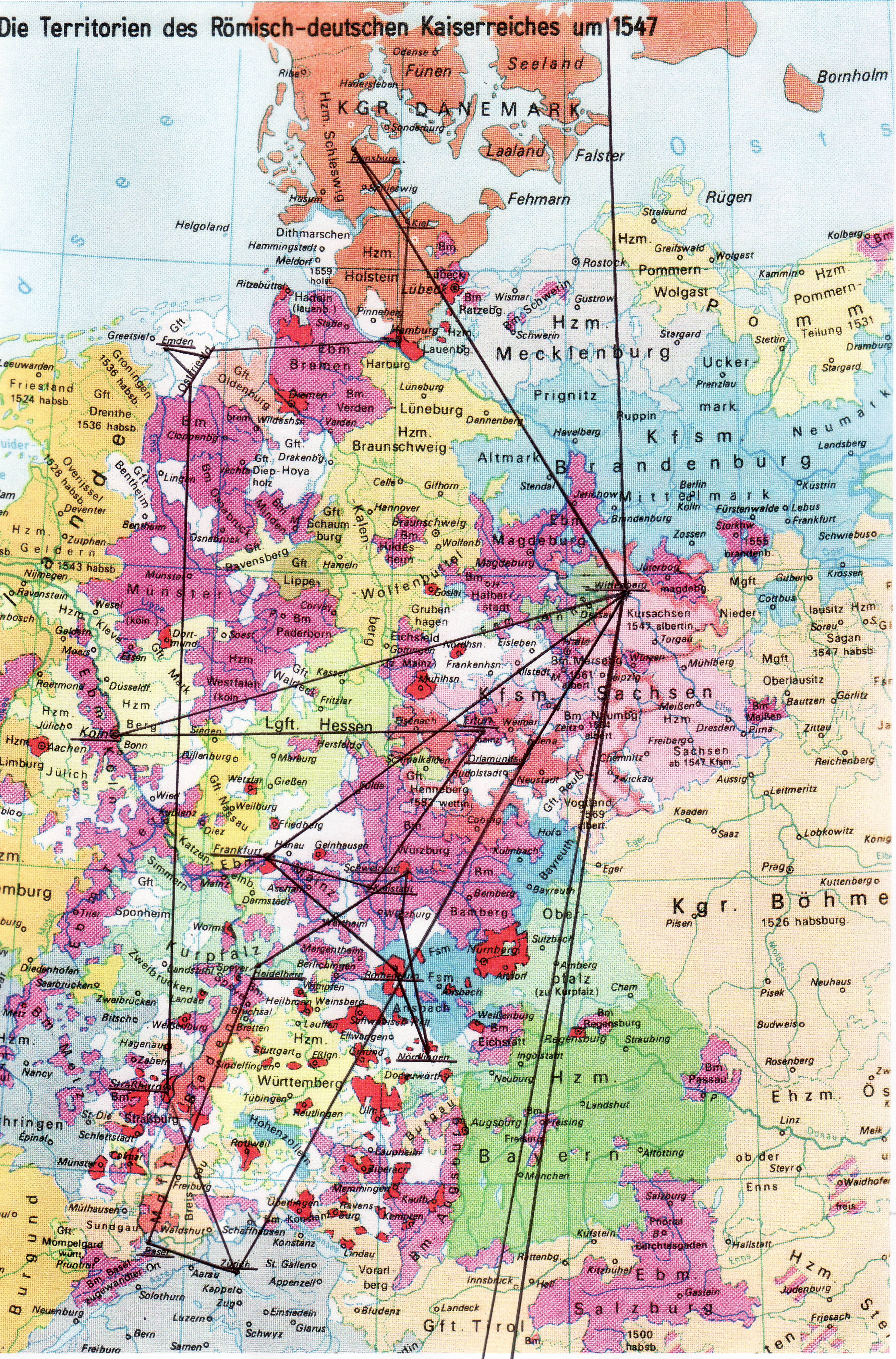
安德烈亚斯·卡尔施塔特一生主要途径的地点；（在 1547 年的政治地图上绘制。）

1515年之前，卡尔施塔特还只是支持把现有的经院哲学进行改良。并且他没有正式的从属于修行体系。由于在罗马期间目睹了罗马天主教会的大规模腐败，他原本的的信仰受到冲击，因此他在1516年9月16日发表了151条论纲（不要与路德抨击赎罪券的九十五条论纲（1517年）相混淆。） 
1519年，约翰·埃克向卡尔施塔特发起了莱比锡辩论。路德也随后参加了辩论。 
1520年6月15日，教皇利奥十世发布了教宗诏书《主，起来吧！》，威胁要把路德和卡尔施塔特开除教籍，对他们的论纲也进行了谴责。但两位宗教改革者都对这份诏书不予理睬，最终他们在1521年的教宗诏书《这有利于罗马教皇》中被逐出教会。
在沃尔姆斯议会之后，当马丁·路德为了躲避风头隐居在瓦爾特堡时，卡尔施塔特在维滕贝格致力于宗教仪式改革。1521年的圣诞节，他进行了首次改革后的圣餐仪式。他没有抬高圣餐的作用，在主持期间穿上俗人的普通衣裳，把面包和酒杯递到每一位领受圣餐者的手中。他用德语而非拉丁语朗读了祈祷词，删去了其中全部赎罪献祭相关的内容。也没有在圣餐前进行忏悔。
1522年1月上旬，维滕贝格市议会授权从教堂中移除圣像，并肯定了卡尔施塔特在圣诞节进行的仪式改革。但在1月20日，帝国政府和教皇命令萨克森选侯弗雷德里希撤消这些改动。虽然弗雷德里希让大部分弥撒恢复了其原来的天主教形式，但在写给维滕贝格议会的一封信中，他表达了他对卡尔施塔特的个人同情。

## 与路德的关系转变
1522年3月7日，由于卡尔施塔特危险而又鲁莽的改革，路德乔装返回了维滕伯格，从3月9日至16日，路德连续八天为群众讲道。卡尔施塔特在改革运动中推行的许多做法，他也表示了同意。但他也告诉大家要谨慎行事。这是卡尔施塔特和路德之间关系的一个重要转折点。
1523年5月，奥拉明德教堂邀请卡尔施塔特担任牧师，他欣然前往。在这里，他推行了他在维滕伯格未完成的激进宗教改革，奥拉明德成为加尔文主义改革的模范。他废置了教堂中的音乐和艺术作品，并且在神职人员中大力提倡婚姻，拒绝为婴儿洗礼。最重要的是，他否认了圣餐中真正身体和真宝血在现实中的降临，将基督的临在视为只有圣灵
1524年春天开始，路德开始反对卡尔施塔特，否认他未经授权而出版和布道路德学说的权利。
7月，路德发表了《致萨克森王子的信》（Letter to the Saxon Princes），其中他认为托马斯·闵采尔和卡尔施塔特一致，他们是具有革命倾向的危险教派。尽管卡尔施塔特一直拒绝以宗教的名义使用暴力。
1524年9月，萨克森选侯弗雷德里希将卡尔施塔特从萨克森驱逐。路德在1526年所著的《基督的身体和血的圣事—反对狂热者》也再次讲道反对卡尔施塔特。

## 死亡和遗产
被从萨克森驱逐后，卡尔施塔特在瑞士的阿尔特施泰滕和苏黎世担任牧师。1534年，他前往巴塞尔担任大学教堂的牧师和希伯来语教授及大学院长，直到1541年12月24日死于黑死病。
在卡尔施塔特的一生中，他出版了约90部著作，大概有213个版本。1518-1525年间，他的作品有125个版本在德国出版，在当时比除了路德的其他任何作家都要多。卡尔施塔特对新教中废除强制独身制做出了贡献（他比路德早结婚三年多，并就这一问题发表了数篇拉丁文和德文著作）。至于礼仪改革方面，他直接影响了乌尔里希·茨温利和重浸派，并间接影响了浸礼宗和长老宗的新教徒。他对梅尔基奥尔-霍夫曼的思想产生了巨大的影响，此人将再洗礼派的思想传播到德国北部和现在的荷兰。